# Martyn Woolford
Martyn Woolford (Castleford, 13 ottobre 1985) è un ex calciatore inglese, di ruolo centrocampista.

## Carriera
Ha giocato con vari club nella seconda divisione inglese.